# Подбужье
Подбужье — село в Хвастовичском районе Калужской области, административный центр Сельского поселения «Село Подбужье».

## Этимология
- Первая версия на сайте Хвастовичи (hvastovichi.ru): История села уходит своими корнями в глубокую древность. Говорят, ещё в эпоху Петра первого в эти места пришли три брата: Антон, Алёша и Арап, основав селение. Родом они были из-под Буга. Отсюда и пошло название селения — Подбужье. Шли годы, село постепенно разрасталось. И в память о трёх братьях-основателях люди так и назвали улицы: Антоновка, Олешенка, Араповка.
- Вторая версия: Название села происходит от словосочетания «под богом», Подбожье впоследствии стало Подбужьем. Так как село в XVI веке принадлежало Свенскому монастырю.

## История
В писцовых книгах Свенского монастыря за 1595 год, упоминаются деревня Подбужье на речке Подбуженке. В ней один двор монастырский и крестьянских дворов восемь с одной стороны реки и пятнадцать с другой, а также шесть дворов без земельного надела.
Из списков селений уездов Севского разряда на 1678 год Подбужье в составе Батоговской волости.
В 1822—1823 годах на средства прихожан в селении была построена кирпичная одноэтажная церковь во имя Покрова Пресвятой Богородицы. 
С 1777 года в составе Жиздринского уезда. По данным на 1859 года Подбужье — казённое село близ 2-го Брянского тракта на 346 дворов с 2371 жителем, сельским училищем и регулярным проведением ярмарок. После 1861 года в ходе реформ стала центром новообразованной Подбужской волости. По данным на 1880 год в ней в 465 дворах проживало 2972 человека, имелись церковно-приходская школа, шесть лавок и три постоялых двора.
В 1902 году была построена больница.
В 1929 год отмечается в селе началом коллективизации. В 1930 году крестьяне объединились в один колхоз — «Большевик».
В 1933 году этот колхоз разделили на девять колхозов, четыре из которых были в Подбужье: «11-я пятилетка», «Большевик», «Оборона» и «17 партсъезд». В каждом отделении была своя полеводческая бригада, конный двор. Всю работу выполняли вручную и лошадьми.
В 1941 году во время оккупации села закрыта церковь. Два года спустя здание пострадало от взрыва, впоследствии переделано под мельницу, а началу 1960-х годов постепенно разобрано на кирпичи.

## Население
| 2002 | 2010 |
| ---- | ---- |
| 518  | ↘441 |